# Ludvik II. Condéjski
Louis II., princ Condéjski, francoski plemič in general iz stranske veje francoske vladarske rodbine Bourbonov, * 8. september 1621, Pariz, † 11. november 1686, Fontainebleau. 